# Krista Keller
Krista Keller, auch Christa Keller (* 16. April 1931 in Hindenburg; † 8. Oktober 1988 in München) war eine deutsche Schauspielerin und Theaterregisseurin.

## Leben
Keller wurde 1958 bekannt, als sie an den Münchner Kammerspielen als Anne Frank in der Theaterfassung von Das Tagebuch der Anne Frank erfolgreich war. Außerdem verkörperte sie an den Kammerspielen die Molly in Frank Wedekinds Der Marquis von Keith. Sie gab Gastspiele wie 1964 als Titelfigur in Jean Giraudoux’ Undine am Residenztheater in München, 1965 als Lady Milford in Kabale und Liebe an den Münchner Kammerspielen, 1966 als Helena in Die Troerinnen am Thalia Theater Hamburg, 1968 als Antoinette in Biografie: Ein Spiel an den Münchner Kammerspielen, 1969 als Königin in Don Carlos am Deutschen Theater München. 1969 sah man sie als Marie Beaumarchais in Fritz Kortners Inszenierung von Goethes Clavigo am Deutschen Schauspielhaus in Hamburg, 1971 als Elektra in Eugene O’Neills Trauer muss Elektra tragen bei den Bad Hersfelder Festspielen und 1973 als Königin der Nacht in Thomas Bernhards Der Ignorant und der Wahnsinnige an den Münchner Kammerspielen.
Am 26. September 1959 heiratete sie den sizilianischen Fürsten Domenico Rosso di Cerami und führte seither den Titel Principessa. Ihr gemeinsamer Sohn Don Giovanni Kristian wurde am 9. August 1960 in Lugano geboren und starb knapp drei Monate später, am 27. Oktober, in Bern.
Am 9. Dezember 1972 starb Kellers Ehemann, woraufhin sich die Schauspielerin in London niederließ. Sie übernahm weiterhin Rollen in Fernsehfilmen des deutschen Fernsehens. 1979 inszenierte sie im Münchner Off-Off-Theater Büchners Leonce und Lena.
Krista Keller starb im Alter von 57 Jahren und wurde auf dem Cimitero comunale in Taormina, Sizilien, im Familiengrab beigesetzt.

## Filmografie
- 1953: Liebe und Trompetenblasen
- 1954: Was ihr wollt
- 1955: Reifende Jugend
- 1957: Rose Bernd
- 1958: Examen des Lebens
- 1962: Geisterkomödie
- 1963: Das Leben ein Traum
- 1963: Dantons Tod
- 1964: Umbruch
- 1964: Ein Leben lang
- 1965: Mariana Pineda
- 1965: Ein idealer Gatte
- 1966: Caligula
- 1967: Der Auswanderer
- 1967: Ist er gut? – Ist er böse?
- 1968: Immer nur Mordgeschichten
- 1970: Wie eine Träne im Ozean (Dreiteiler)
- 1970: Clavigo
- 1970: Unter Kuratel
- 1971: Oliver
- 1971: Bedenkzeit
- 1972: Das letzte Paradies
- 1972: Pater Brown – Der Mann in der Passage (Fernsehserie)
- 1972: Der Kommissar – Ein Amoklauf (Fernsehserie)
- 1972: Sonderdezernat K1 – Mord im Dreivierteltakt (Fernsehserie)
- 1973: Tatort – Kressin und die zwei Damen aus Jade (Fernsehreihe)
- 1974: Wecken Sie Madame nicht auf
- 1975: Tatort – Treffpunkt Friedhof (Fernsehreihe)
- 1975: Derrick – Der Tag nach dem Mord (Fernsehserie)
- 1977: Pariser Geschichten (Serie)
- 1977: Sonderdezernat K1 – MP-9mm frei Haus (Fernsehserie)
- 1977: Der Alte – Verena und Annabelle (Fernsehreihe)
- 1978: Der Alte – Marholms Erben
- 1980: Der Alte – Bruderliebe
- 1982: Leute gibt’s (Theateraufzeichnung)